# San Miguel de Linares
San Miguel de Linares es una entidad de población española del municipio de Arcentales, perteneciente a la provincia de Vizcaya, en la comunidad autónoma del País Vasco.

## Historia
Hacia mediados del siglo XIX, el lugar ya pertenecía al ayuntamiento de Arcentales. Aparece descrito en el décimo volumen del Diccionario geográfico-estadístico-histórico de España y sus posesiones de Ultramar de Pascual Madoz con las siguientes palabras:

LINARES: l. ó felig. del valle de Arcentales, en la prov. de Vizcaya, part. jud. de Valmaseda, dióc. de Santander: tiene 1 parr. dedicada á San Miguel y 1 ermita bajo la advocacion de San Antolin; terreno y pobl. con el valle. (V.)
(Madoz, 1847, p. 289)

En 2022, la entidad singular de población tenía empadronados 197 habitantes y el núcleo de población, 106.

## Patrimonio
Hay en el lugar una iglesia de San Miguel.